# Matteo Maria Boiardo
Matteo Maria Boiardo (Scandiano, 1441 - Reggio Emilia, 19 de diciembre de 1494), conde de Scandiano, fue un poeta italiano renacentista del Quattrocento.

## Vida
De noble y rica familia, no conoció la miseria a la que tuvo que enfrentarse su principal modelo, Luigi Pulci (autor del Morgante), y pudo dedicarse durante toda su vida a los estudios, a la caza y a las fiestas palatinas, dividiendo el tiempo entre el gobierno del feudo familiar y sus pleitos y los del palacio ducal de los Este de Ferrara, donde se estableció definitivamente en 1476 a la sombra de los duques, que le confirieron importantes encargos. Allí fue llevado muy niño aún; su madre lo educó en el gusto por la poesía, las humanidades y el arte.
Desde muy joven se dedicó a los estudios humanísticos, tratando toda su vida de alcanzar un ideal de vida y costumbres caballerescas, plena de sentimientos gentiles.
En 1480, un año antes de su matrimonio con una noble de Novellara, Boiardo es nombrado gobernador de Módena; siete años después pasó al gobierno de Reggio Emilia.
Murió en esta misma ciudad el 19 de diciembre de 1494.

## Obra
Inició su carrera en la literatura como autor de versos en latín, como Laudibus estensium y algunas églogas pastoriles que son imitación del estilo de Virgilio.

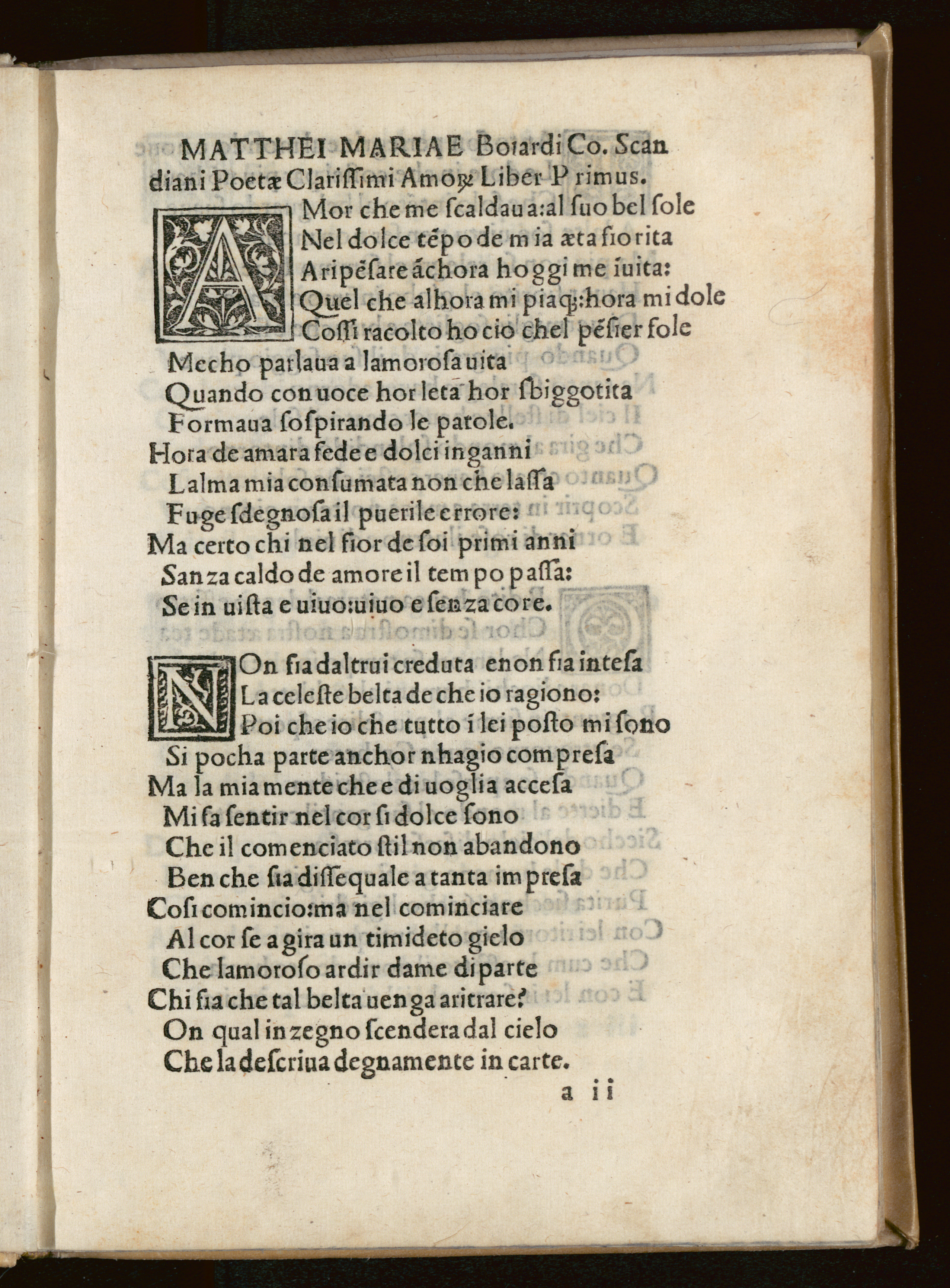
Amorum libri, 1499

Una gran pasión amorosa juvenil por la dama Antonia Caprara le inspiró los versos de un Canzoniere (1469–1476), cuyo título latino es Amorum libri tres, pues tres son los libros de que está compuesto. El primero glosa la exaltación del amor renovado; el segundo, los celos y la tristeza desolada por el amor traicionado; el tercero es un lamento de religiosa constricción. Está compuesto de cincuenta sonetos y diez composiciones en metros diversos. Esta obra revela a uno de los mayores líricos del amor del Quattrocento. Su modelo es Petrarca, pero, a diferencia de este, Boiardo expresa una carga vital original.
Tradujo al italiano la obra El asno de oro, de Apuleyo, así como la vida de Cornelio Nepote. Su obra principal es el Orlando Innamorato (Roldán enamorado).
Su cultura, aunque no amplia ni profunda, recibió la impronta del gusto humanístico que, asimilado por las maneras finas y gentiles adquiridas en su educación aristocrática, le confirió el todo característico que puede paladearse en su obra mayor: Orlando innamorato. La obra resulta ser sin embargo muy fragmentaria y desestructurada, pues no supo darle una unidad ni continuidad a las diversas secuencias narrativas que la integran.
El Orlando innamorato fue iniciado quizás en 1476 y se compone de tres partes; las dos primeras (respectivamente de 29 y 31 cantos) fueron publicadas en 1487 pero estaban ya acabadas en 1482. La tercera fue abandonada interrumpida en la octava real 26 del noveno canto. El argumento fue extraído de la materia carolingia, pero el tono con el que dicha materia está expuesta es muy diferente al propio de los romances bretones. Estaba dirigido a las damas y caballeros de la corte, y seguramente fue interrumpido en ese canto a causa de la invasión de las tierras de Boyardo por parte del rey francés Carlos VIII. Trata de aventuras guerreras y sentimentales realistas y fantásticas (monstruos, fuentes mágicas, personajes misteriosos); sin embargo, su estilo no se encuentra tan pulido y cuidado como el de su sucesor Ludovico Ariosto, pues le interesa más expresar la energía primitiva que la elegancia armoniosa. Su lengua es híbrida, constituida por un fondo paduano con injertos de diverso origen.

## Traducciones al español del Orlando enamorado de Matteo Maria Boiardo
Existe una edición crítica moderna de la traducción quinientista de Francisco Garrido de Villena fundada en las tres ediciones que esta tuvo en el siglo XVI: Helena Aguilà Ruzola, El Orlando enamorado de M. M. Boiardo traducido por Francisco Garrido de Villena (1555). Edición crítica y anotada con estudio preliminar, Barcelona: Universitat Autònoma de Barcelona, 2013, 2 vols.
- Los tres libros de Mateo María Boiardo, conde de Scandiano, llamados Orlando Enamorado, traducidos en castellano y dirigidos al ilustrísimo señor don Pedro Luis Galcerán de Borja, maestre de Montesa, Valencia: Joan de Mey Flandro, 1555. Traductor: Francisco Garrido de Villena.
- íd., Alcalá de Henares: Hernán Ramírez, 1577. Mismo traductor.
- íd., Toledo: Juan Rodríguez, 1581. Mismo traductor.